# Haucourt (Sena Marítim)
Haucourt és un municipi francès situat al departament del Sena Marítim i a la regió de Normandia. L'any 2007 tenia 236 habitants.

## Demografia

### Població
El 2007 la població de fet de Haucourt era de 236 persones. Hi havia 76 famílies de les quals 12 eren unipersonals (4 homes vivint sols i 8 dones vivint soles), 16 parelles sense fills, 40 parelles amb fills i 8 famílies monoparentals amb fills.
La població ha evolucionat segons el següent gràfic:
Habitants censats

### Habitatges
El 2007 hi havia 110 habitatges, 81 eren l'habitatge principal de la família, 22 eren segones residències i 7 estaven desocupats. Tots els 107 habitatges eren cases. Dels 81 habitatges principals, 62 estaven ocupats pels seus propietaris, 13 estaven llogats i ocupats pels llogaters i 6 estaven cedits a títol gratuït; 1 tenia dues cambres, 10 en tenien tres, 30 en tenien quatre i 40 en tenien cinc o més. 58 habitatges disposaven pel capbaix d'una plaça de pàrquing. A 36 habitatges hi havia un automòbil i a 39 n'hi havia dos o més.

### Piràmide de població
La piràmide de població per edats i sexe el 2009 era:
| Homes | Edats   | Dones |
| ----- | ------- | ----- |
| 0     | 95 o +  | 0     |
| 0     | 90 a 94 | 0     |
| 0     | 85 a 89 | 0     |
| 0     | 80 a 84 | 4     |
| 4     | 75 a 79 | 0     |
| 12    | 70 a 74 | 4     |
| 4     | 65 a 69 | 8     |
| 4     | 60 a 64 | 4     |
| 4     | 55 a 59 | 4     |
| 4     | 50 a 54 | 0     |
| 8     | 45 a 49 | 8     |
| 8     | 40 a 44 | 12    |
| 12    | 35 a 39 | 8     |
| 8     | 30 a 34 | 12    |
| 4     | 25 a 29 | 4     |
| 4     | 20 a 24 | 0     |
| 4     | 15 a 19 | 20    |
| 16    | 10 a 14 | 8     |
| 8     | 5 a 9   | 4     |
| 4     | 0 a 4   | 4     |

## Economia
El 2007 la població en edat de treballar era de 158 persones, 116 eren actives i 42 eren inactives. De les 116 persones actives 108 estaven ocupades (69 homes i 39 dones) i 8 estaven aturades (5 homes i 3 dones). De les 42 persones inactives 8 estaven jubilades, 19 estaven estudiant i 15 estaven classificades com a «altres inactius».

### Ingressos
El 2009 a Haucourt hi havia 93 unitats fiscals que integraven 267 persones, la mediana anual d'ingressos fiscals per persona era de 14.969 €.

### Activitats econòmiques
Dels 5 establiments que hi havia el 2007, 1 era d'una empresa de fabricació de material elèctric, 1 d'una empresa de construcció i 3 d'empreses de serveis.
L'únic servei als particulars que hi havia el 2009 era una fusteria.
L'any 2000 a Haucourt hi havia 15 explotacions agrícoles que ocupaven un total de 1.254 hectàrees.

## Poblacions més properes
El següent diagrama mostra les poblacions més properes.